# Bythaelurus immaculatus
Bythaelurus immaculatus és una espècie de peix de la família dels esciliorrínids i de l'ordre dels carcariniformes.

## Morfologia
- Els mascles poden assolir 71 cm de longitud total.[4][5]

## Hàbitat
És un peix marí que viu entre 534-1.020 m de fondària.

## Distribució geogràfica
Es troba al Mar de la Xina Meridional.